# Anagrus atomus
Anagrus atomus is een vliesvleugelig insect uit de familie Mymaridae. De wetenschappelijke naam werd gepubliceerd in 1767 door Carl Linnaeus.